# 巴尔雷希滕-多廷根
巴尔雷希滕-多廷根是德国巴登-符腾堡州的一个市镇。总面积6.62平方公里，总人口2300人，其中男性1122人，女性1178人（2011年12月31日），人口密度347人/平方公里。